# Distrikt Tarapoto
Der Distrikt Tarapoto liegt in der Provinz San Martín in der Region San Martín in Nord-Peru. Der Distrikt hat eine Fläche von 58,4 km². Beim Zensus 2017 lebten 80.270 Einwohner im Distrikt. Im Jahr 1993 betrug die Einwohnerzahl 54.581, im Jahr 2007 68.295. Die Distriktverwaltung befindet sich in der 333 m hoch am Río Cumbaza gelegenen Provinzhauptstadt Tarapoto mit 74.804 Einwohnern (Stand 2017). Im Süden der Stadt Tarapoto liegt der Flughafen (Aeropuerto Comandante FAP Guillermo del Castillo Paredes).

## Geographische Lage
Der Distrikt Tarapoto liegt in einer Beckenlandschaft in den östlichen Anden in der Provinz San Martín. Der Río Cumbaza, linker Nebenfluss des Río Mayo, durchfließt den Südwesten des Distrikts. Dessen linker Nebenfluss Río Shilcayo verläuft entlang der östlichen Distriktgrenze zwischen Tarapoto und La Banda.
Der Distrikt Tarapoto grenzt im Westen an den Distrikt Morales, im Nordwesten an den Distrikt San Antonio, im Osten an den Distrikt La Banda de Shilcayo sowie im Süden an den Distrikt Juan Guerra.